# Matías Abelairas
Matías Enrique Abelairas (* 18. Juni 1985 in Olavarría) ist ein ehemaliger argentinischer Fußballspieler.

## Karriere
Abelairas spielte seit seiner Jugend für River Plate. Seinen ersten Einsatz in der ersten Mannschaft absolvierte er am 3. Juni 2004 gegen den Racing Club de Avellaneda. Mitte 2011 wurde sein Vertrag bei River Plate nicht verlängert. Er war ein halbes Jahr ohne Engagement, ehe ihn Anfang 2012 CR Vasco da Gama verpflichtete. Mitte 2012 nahm ihn der mexikanische Klub Puebla FC unter Vertrag, ehe er sich Anfang 2013 dem chilenischen Verein Unión Española anschloss. Anfang 2014 wechselte er zum FC Vaslui nach Rumänien. Sein neuer Klub zog sich im Sommer 2014 aus der Liga 1 zurück. Abelairas war ein halbes Jahr ohne Engagement, ehe ihn Anfang 2015 CA Banfield in sein Heimatland holte. Dort kam er nur selten zum Einsatz. Im Februar 2016 wechselte er zu Independiente Rivadavia in die Primera B Nacional, die zweite argentinische Liga. In der Saison 2016/2017 spielte er für Nea Salamis Famagusta in der zyprischen First Division. Anschließend ging er zu Rivadavia zurück, war dann über ein Jahr vereinslos und beendete seine Karriere 2020 bei Palmaflor.

## Erfolge
River Plate
- Argentinischer Meister: 2008 (Clausura)

Unión Española
- Chilenischer Meister: 2013-T